# Синь (місто)
Синь (хорв. Sinj, італ. Signo) — місто на півдні Хорватії, в області Далмація, адміністративно підпорядковане Сплітсько-Далматинській жупанії. Місто налічує 11448 жителів, тоді як населення однойменної громади становить 24832 людини (2011 р.).

## Історія
У 1516 році Синь підкорили турки.
1686 року його було завойовано Венеційською республікою за підтримки місцевого населення.
1715 р. Синь вистояв у турецькій облозі, зокрема, з допомогою Божої Матері Синської, адже оборонці Синя були переконані, що чудотворний запрестольний образ Богородиці з Синської церкви дав їм сили для їхньої славної перемоги над турецьким військом, наславши на нього пошесть. Писалося, що турки побачили жінку в світлому і, нібито злякавшись її, втекли. На честь цих подій досі щорічно проводиться лицарський змагання Синьска Алка, а 15 серпня кожного року відбувається міський фестиваль, пов'язаний з Синською Богоматір'ю.
У 1718 р. внаслідок Пожаревацького миру над містом остаточно встановлено владу Венеції, у складі якої воно залишається до розпаду республіки в 1797 р.
Після того Синь до 1918 року входив до Королівства Далмації в межах Австро-Угорщини, маючи власний гарнізон.

## Населення
Населення громади за даними перепису 2011 року становило 24826 осіб. Населення самого міста становило 11478 осіб.
Динаміка чисельності населення громади:
Динаміка чисельності населення міста:

## Населені пункти
Крім міста Синь, до громади також входять: 
- Баягич
- Брназе
- Читлук
- Главиці
- Глєв
- Ясенсько
- Каракашиця
- Лучане
- Оброваць Синьський
- Радошич
- Сухач
- Туряці
- Зелово

## Клімат
Середня річна температура становить 12,92°C, середня максимальна – 27,83°C, а середня мінімальна – -2,34°C. Середня річна кількість опадів – 903 мм.
| Клімат міста                                  | Клімат міста | Клімат міста | Клімат міста | Клімат міста | Клімат міста | Клімат міста | Клімат міста | Клімат міста | Клімат міста | Клімат міста | Клімат міста | Клімат міста | Клімат міста |
| Показник                                      | Січ.         | Лют.         | Бер.         | Квіт.        | Трав.        | Черв.        | Лип.         | Серп.        | Вер.         | Жовт.        | Лист.        | Груд.        |              |
| Середній максимум, °C                         | 9,18         | 10,51        | 13,89        | 17,61        | 22,16        | 25,97        | 27,83        | 27,74        | 23,05        | 18,24        | 12,80        | 9,79         |              |
| Середня температура, °C                       | 3,41         | 4,78         | 8,14         | 11,86        | 16,40        | 20,20        | 22,97        | 22,88        | 18,20        | 13,38        | 7,93         | 4,92         |              |
| Середній мінімум, °C                          | −2,34        | −0,99        | 2,38         | 6,10         | 10,64        | 14,45        | 18,10        | 18,02        | 13,33        | 8,51         | 3,06         | 0,04         |              |
| Норма опадів, мм                              | 75           | 65           | 72           | 77           | 64           | 62           | 43           | 56           | 79           | 99           | 114          | 97           |              |
| Середньомісячна швидкість вітру, м/с          | 2.12         | 2.42         | 2.62         | 2.50         | 2.24         | 2.00         | 2.02         | 1.86         | 2.01         | 2.03         | 2.42         | 2.40         |              |
| Середньомісячна сонячна радіація, кДж/м²·день | 5383         | 8172         | 11785        | 16225        | 20056        | 22664        | 24315        | 21398        | 15913        | 10292        | 5894         | 4595         |              |
| --------------------------------------------- | ------------ | ------------ | ------------ | ------------ | ------------ | ------------ | ------------ | ------------ | ------------ | ------------ | ------------ | ------------ | ------------ |
| Джерело:                                      |              |              |              |              |              |              |              |              |              |              |              |              |              |